# Südvorstadt (Dresden)

Einteilung des Stadtteils Südvorstadt in zwei Statistische Stadtteile

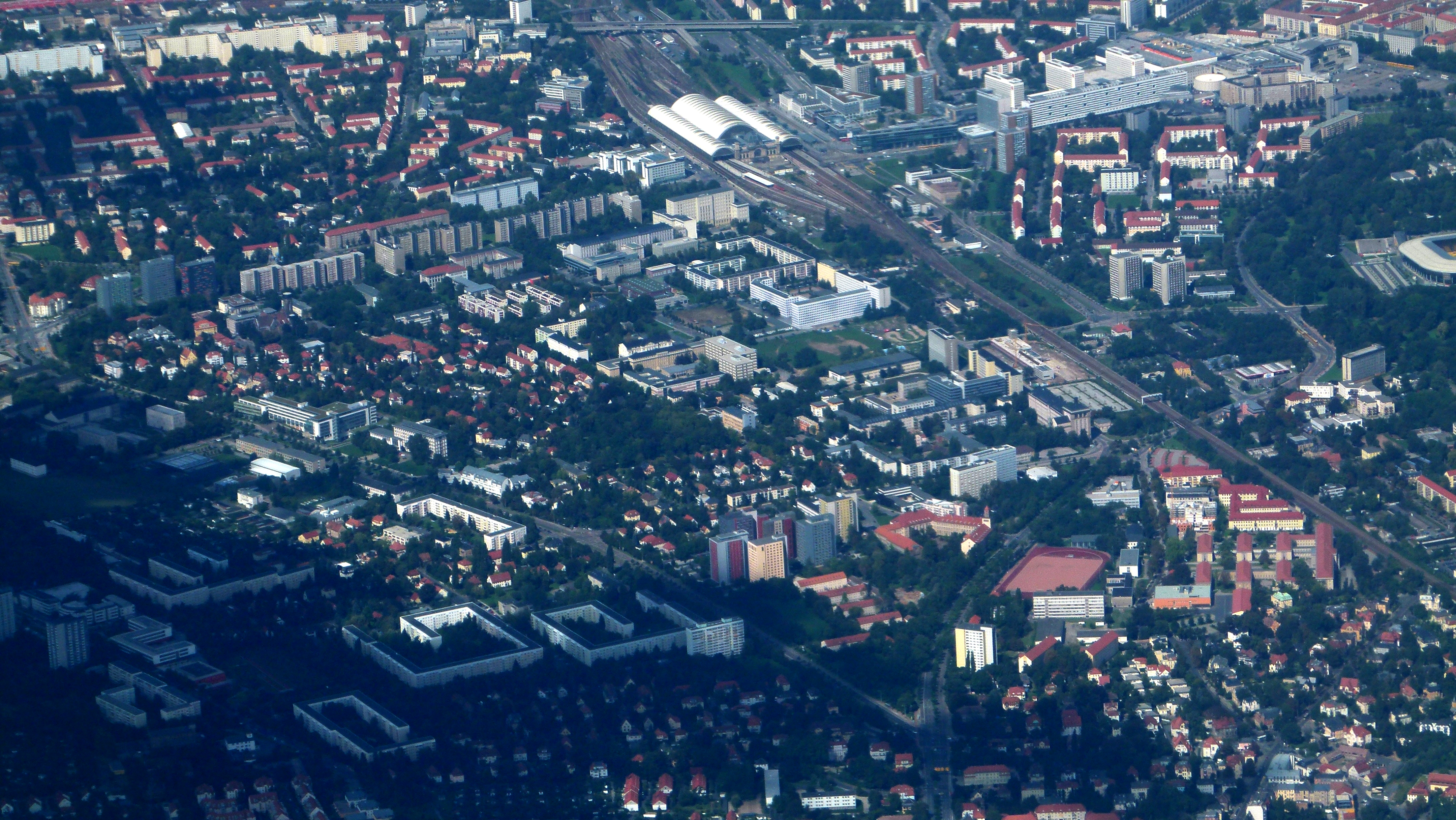
Die Südvorstadt aus der Vogelperspektive

Die Südvorstadt ist ein Stadtteil der sächsischen Landeshauptstadt Dresden und Sitz des Großteils des Campus der Technischen Universität (TU) sowie der Hochschule für Technik und Wirtschaft (HTW). Neben Gründerzeit-Gebäuden findet sich hier typische Architektur der 1960er Jahre.

## Lage und Gliederung
Der Stadtteil befindet sich im Stadtbezirk Plauen, ist aber historisch eher der Dresdner Altstadt zuzurechnen (die Südvorstadt ist Teil der Gemarkung Altstadt II), da er im Gegensatz zu den anderen Stadtteilen in diesem Stadtbezirk nicht aus einem zuvor existierenden Dorfkern hervorging. Die Dresdner Südvorstadt gehört dadurch zu den Dresdner Vorstädten. Der Stadtteil gliedert sich in die zwei Bereiche Südvorstadt-West und die Südvorstadt-Ost.
Die Südvorstadt grenzt an die Stadtteile Räcknitz, Zschertnitz, Strehlen, Seevorstadt, Wilsdruffer Vorstadt, Friedrichstadt, Löbtau und Plauen.
Die 2004 eröffnete Autobahn-Anschlussstelle Dresden-Südvorstadt der A 17 liegt nicht am oder im gleichnamigen Stadtteil. Grund für die Namensgebung dürfte sein, dass die Bundesstraße 170, die an dieser Anschlussstelle angebunden wird, in die Südvorstadt führt. Die Entfernung zum Stadtteil beträgt ca. 3 km.

## Geschichte

### 1315 bis 1800

#### Zwei Dörfer
Die Südvorstadt wurde als Boscou (altsorbisch: Dorf des Bozek) im Jahre 1315 das erste Mal urkundlich erwähnt. Die sorbische Siedlung entwickelte sich zu einem Dorf, das nördlich des heutigen Beutlerparks gelegen war, aber im Jahre 1449 als wüst bezeichnet wurde. Auf dem Gebiet nahe der heutigen Münchner Straße befand sich ebenfalls eine sorbische Siedlung, die Uzmik (altsorbisch: usmyk = Talzugang) hieß und 1350 erwähnt wurde. Später befand sich dort das Vorwerk Auswik, das im Besitz des Dresdner Rates war. 1455 kaufte die Stadt Dresden das Vorwerk und teilte die Ländereien an Stadtbürger auf, so dass sich diese Siedlung verlor.

#### Gewerbegebiet: Mühlen und das Schlösschen im Felde

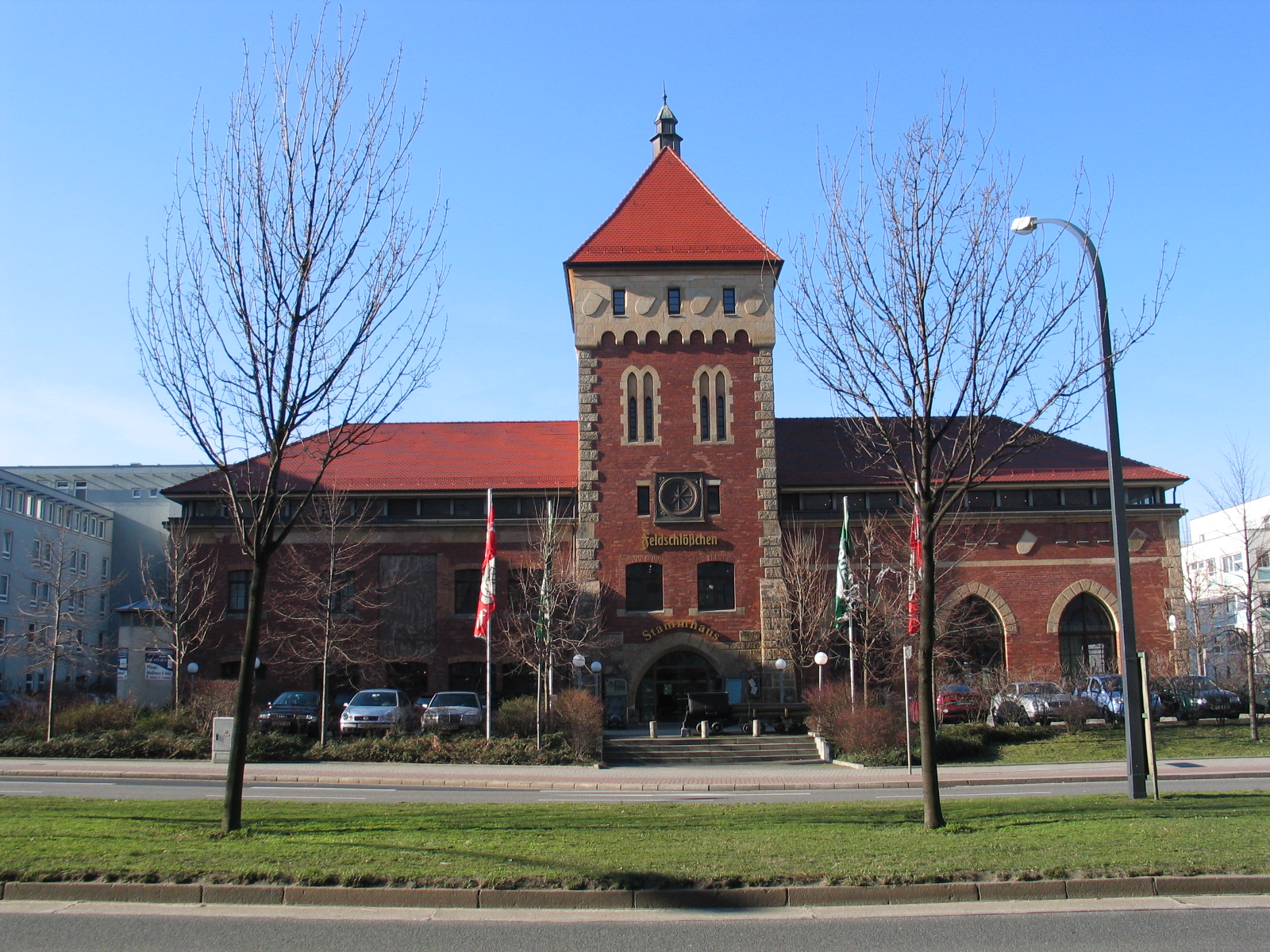
Das Feldschlößchen-Stammhaus von 1838 an der Budapester Straße

Ganz im Westen der Südvorstadt gab es unterhalb die heute abgetragene Anhöhe Hahneberg ein Gewerbegebiet. Hier wurden durch den Glockengießer Heinrich Kannengießer 1491 zwei neue Glocken (für die bei einem Brand der Kreuzkirche zerstörten) gegossen. Der Weißeritzmühlgraben wurde als Antriebsquelle für Mühlen genutzt. So gab es hier eine Papiermühle, die als einzige im Umland das Privileg der Papierherstellung hatte und bis zu ihrer Zerstörung während des Siebenjährigen Kriegs durch Preußens Soldaten 1759 bestand. Eine neue Papiermühle wurde 1784 errichtet. Bedeutend war daneben auch die Kunadmühle („Lorentz Kundt Müll“, „Cunradin Mühl“), benannt nach der um etwa 1500 betreibenden Besitzerfamilie. Im Jahre 1569 kaufte Kurfürst August die Getreidemühle, zu der auch eine Öl- und eine Brettschneide-Mühle gehörten, drei Jahrhunderte später war ihr Besitzer Traugott Bienert. Sie blieb bis 1894 bestehen, bis sie der Eisenbahn weichen musste.
Eine andere wichtige Mühle war die „alte windtmül ufm Hayneberg“, die 1571 nach Torgau verfrachtet wurde.
Am Fuße des Hahnebergs gab es einen einzeln stehenden Bauernhof. Hier erlaubte Kurfürst Johann Georg I. im Jahre 1644 den Bier- und Weinausschank an Fremde. 1684 kaufte der Ehrenhafte Geheime Kriegsrat Dietrich von Bosse den Hof, erhielt von seinem Fürsten Johann Georg III. einen Privilegienbrief und errichtete das Feldschlößchen. Etwa 1730 hatte sich eine weithin bekannte Ausflugs- und Vergnügungsstätte mit Tanzsaal, Kegelbahn und Sommergarten etabliert. Auf dem Areal steht heute das Feldschlößchen-Stammhaus, das in den 1830er Jahren errichtet wurde.

#### Infrastruktur
Die Südvorstadt verfügte über zwei der ältesten Fahrwege des Dresdner Südens, den Kälber- und den Zelleschen Weg. Der Letztere ist noch heute eine wichtige Straßenverbindung und wurde nach dem Kloster Altzella bei Nossen benannt. Er wurde bis zur Reformation für Fahrten zwischen dem Kloster und dem Leubnitzer Gut (Klosterhof Leubnitz) genutzt.

### 1800 bis 1945

#### Erste Stadtbebauung
Aufgrund der in der letzten Eiszeit im Dresdner Süden angewehten und angespülten Lösslehmdecke, wurde das Gebiet wegen seiner Fruchtbarkeit lange landwirtschaftlich genutzt. Obwohl die Südvorstadt im Jahre 1835 bereits eingemeindet worden war, setzte sich eine städtische Bebauung erst nach 1850 langsam durch.
| Straßennamen      | Straßennamen            |
| um 1900           | heute                   |
| ----------------- | ----------------------- |
| Bendemannstraße   | Rugestraße              |
| Blindenstraße     | Wielandstraße           |
| Bismarckstraße    | Bayrische Straße        |
| Bismarckplatz     | Friedrich-List-Platz    |
| Chemnitzer Straße | Budapester Straße       |
| Grenzstraße       | Bamberger Straße        |
| Reichsstraße      | Fritz-Löffler-Straße    |
| Reichsplatz       | Fritz-Löffler-Platz     |
| Sedanplatz        | Fritz-Foerster-Platz    |
| Sedanstraße       | Hochschulstraße         |
| Werderstraße      | Andreas-Schubert-Straße |
| Zellesche Straße  | Altenzeller Straße      |

In den 1840er Jahren baute man die Eisenbahn stark aus, so entstand der Böhmische Bahnhof, der Vorläufer des heutigen Hauptbahnhofs.
Die vom Hauptbahnhof nach Süden führende Hauptstraße der Südvorstadt entstand im Jahr 1868 und erhielt 1871 den Namen Reichsstraße (heute: Fritz-Löffler-Straße). Im Jahr 1892, beim Umbau des Böhmischen Bahnhofes zum Hauptbahnhof, erhielt die Straße durch Umbaumaßnahmen Anschluss an die Prager Straße.
Zwischen 1883 und 1896 führte eine Pferdebahnlinie bis zur Reichenbachstraße. Danach wurde die Stadtbahn auf elektrischen Betrieb umgestellt.
An der Südseite des Hauptbahnhofs, am Bayrischen Platz (heute Friedrich-List-Platz), baute man den noch heute dort befindlichen Marie-Gey-Brunnen. Der Arzt Heinze hatte den Brunnen zum Gedenken an seine Frau, eine früh verstorbene Kunststudentin, gestiftet; der Akademie-Professor Georg Wrba errichtete den Brunnen im Jahre 1911.

#### Schweizer Viertel

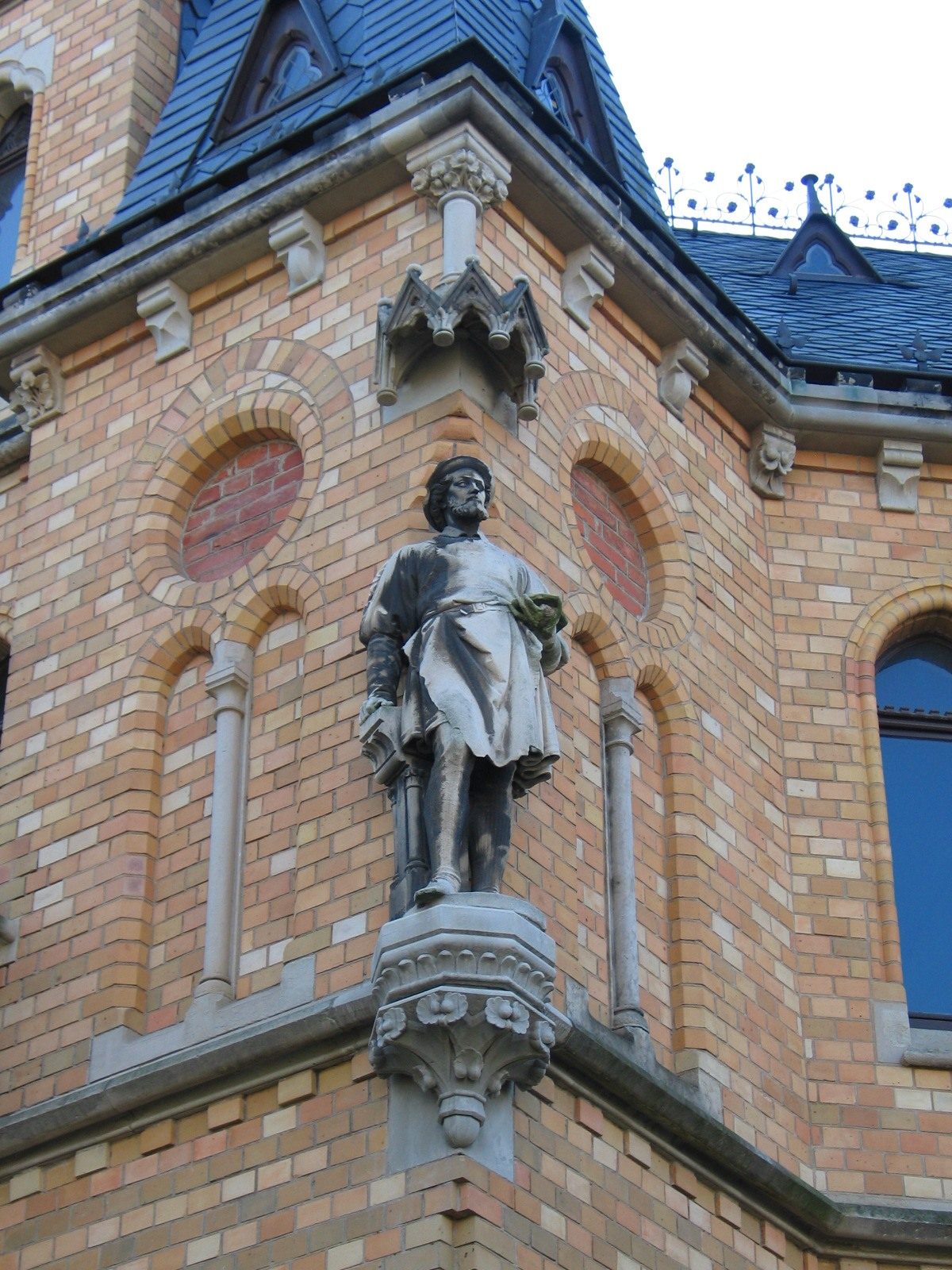
Statue Möckels an der Villa Möckel

An der heutigen Budapester Straße, in der Nähe des Feldschlößchens, entstanden im Jahre 1836 eine Blindenanstalt (Grundstück Nr. 24) und im Jahr 1837 daneben eine Taubstummenanstalt (diese wurde 1879 zu einer Gehörlosenschule erweitert). Beide Gebäude wurden bei den Angriffen auf Dresden 1945 zerstört.
An der im Jahr 1856 angelegten Straße – nahe der ehemaligen Blindenanstalt – stand die damals sehr beliebte Gastwirtschaft „Schweizerei“, das spätere „Schweizerhäuschen“. Es befand sich auf der später zu Ehren des Gasthauses so benannten Schweizer Straße 1. Im Umfeld der Schweizer Straße, zwischen Hauptbahnhof und Nürnberger Straße, entstand das wohlhabende Schweizer Viertel mit vielen Einzelvillen. In den Jahren 1877/78 baute sich Gotthilf Ludwig Möckel die heute Villa Möckel genannte neogotische Villa in der Leubnitzer Straße 28. An derselben Straße liegen auch die von E. Hanefeldt entworfene, 1868 errichtete Villa Haniel (Leubnitzer Straße 7), und die von M. Gutmann 1880 erbaute und mit einem Anbau von Wilhelm Kreis erweiterte Stadtvilla des Odol-Fabrikanten Karl August Lingner, Leubnitzer Straße 30. Zu den bedeutenden Villen des Schweizer Viertels gehört zudem die 1875 erbaute und 1880 erweiterte Villa Rübsamen.
Im vornehmen Schweizer Viertel wohnte zwischen 1928 und 1934 Victor Klemperer (Hohe Straße 8), weiterhin gab es eine Reihe von Töchterpensionaten (zum Beispiel in der Kaitzer Straße 22) und Privatkliniken.

#### Amerikanisches Viertel
Zwischen Winckelmann- und Franklinstraße sowie Strehlener und Reichenbachstraße wurde nach 1870 ein rechtwinkliges Straßennetz mit einem dichten und homogenen Wohnviertel errichtet. Dieses hieß – auch in Anlehnung an die 1959 gesprengte  Amerikanische Kirche an der Bergstraße – Amerikanisches Viertel.
In diesem Viertel lebte eine sehr gemischte Schicht, Maler, Beamte, Angestellte der Technischen Hochschule, aber auch Studenten und Handwerker. In der Gutzkowstraße, die nach dem Schriftsteller Karl Gutzkow benannt wurde, der unter anderem als Dramaturg in Dresden wirkte und von 1847 bis 1861 hier lebte, gab es eine Zigarettenfabrik. In der 1945 völlig zerstörten und heute auch nicht mehr im Straßenverlauf erkennbaren Ostbahnstraße (unmittelbar entlang des südlichen Bahndammes der Bahnstrecke Děčín–Dresden-Neustadt) gab es viele Ateliers. Hier wirkten unter anderen Hans und Lea Grundig sowie Otto Griebel.

##### Beutlerpark
Im Jahr 1866 entstand im Zuge der Besetzung Dresdens im Preußisch-Österreichischen Krieg ein Schanzengürtel, unter anderem eine Schanze am Bornberg. Dort wurde 1913 seitens der Stadt der Schanzenpark als Volkspark eröffnet. Neben einem großen Rosengarten gab es einen Spielplatz und eine Trinkhalle der berühmten Pfunds Molkerei. Zweieinhalb Monate nach dem Tod des ehemaligen Dresdner Oberbürgermeisters Otto Beutler (1853–1926) wurde der Schanzenpark ihm zu Ehren in Beutlerpark umbenannt.

#### Diplomatenviertel

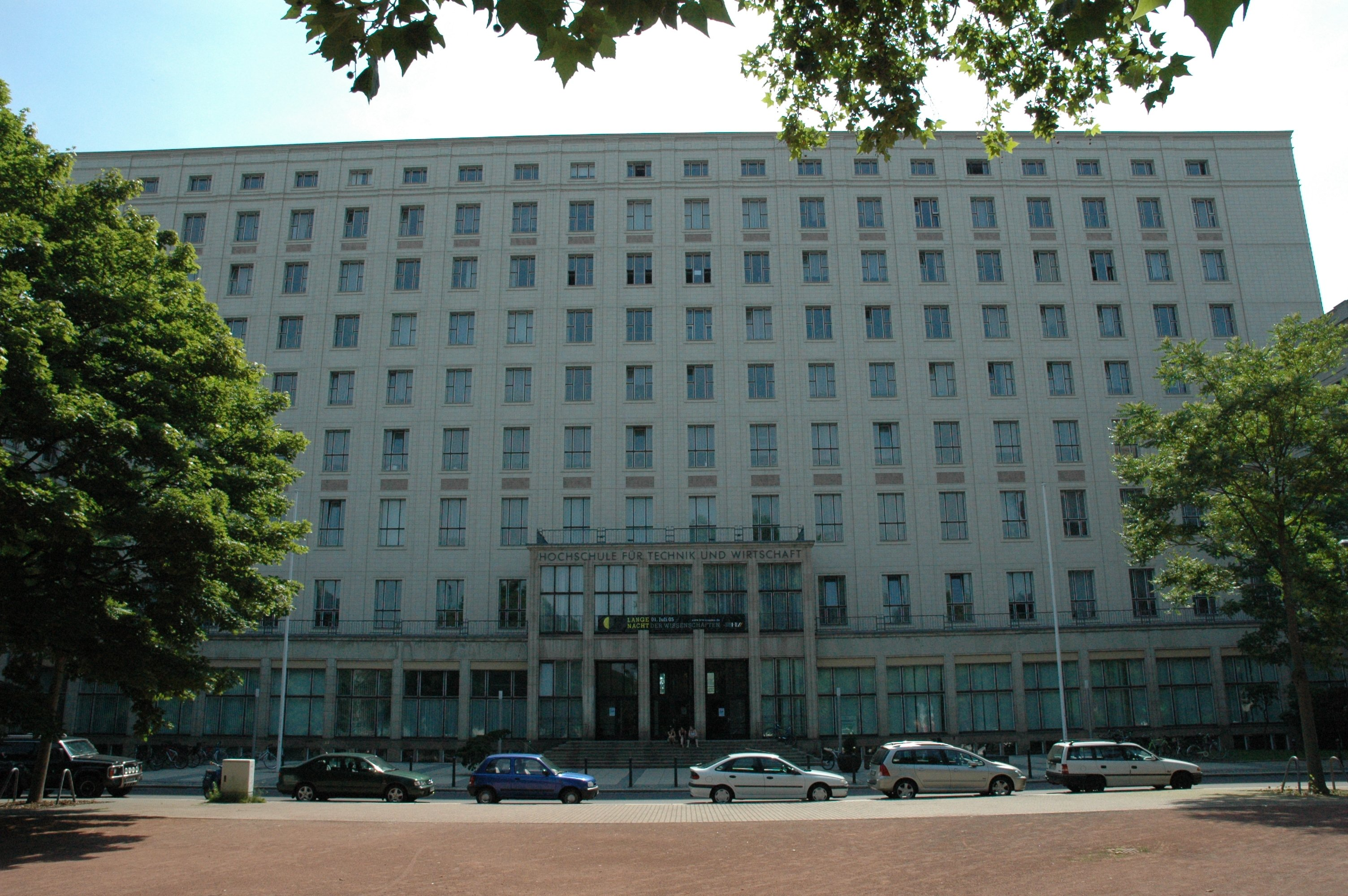
Die HTW, auf dem Areal des ehemaligen Diplomatenviertels (2005)

In der Nähe des Hauptbahnhofes errichtete man mehrere Hotels und Pensionen; auf Grund der vielen Reisenden erhielt das Gebiet südlich des Bahnhofs deshalb den Namen „Diplomatenviertel“. Während die Pensionen auf dem Amerikanischen Viertel eher bescheiden waren (zum Beispiel das Hotel Alt Wien), gab es im Schweizer Viertel diverse Hotels ersten Ranges, so zum Beispiel das Bristol-, das Carlton-, das Grand-Union- und das Westminsterhotel oder das Savoy Albertshof. Ein vom Stadtbaurat und Architekten Hans Poelzig um 1920 geplantes Superhotel am Bismarckplatz wurde wegen der Weltwirtschaftskrise nicht realisiert.

#### Bayrisches Viertel

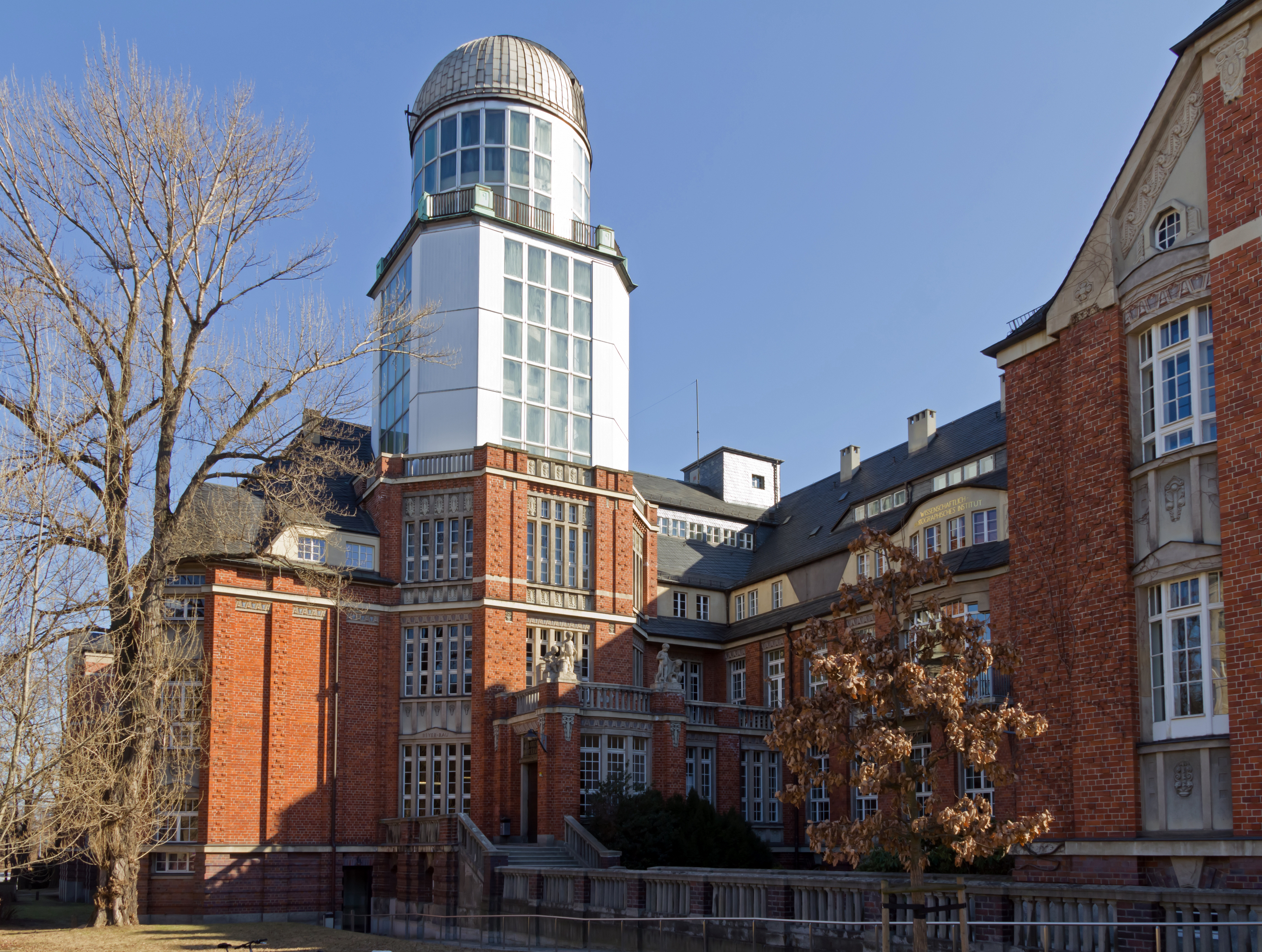
Beyer-Bau der TU Dresden mit Observatorium, entworfen von Martin Dülfer

Ein alter Fahrweg, der nach Dippoldiswalde führte und deswegen Dippoldiswalder Straße hieß, wurde im Jahr 1841 ausgebaut. Diese Straße erhielt im Jahre 1855 (im Bereich der Südvorstadt) den Namen Bergstraße. Am heutigen Fritz-Foerster-Platz befand sich ein Einnehmerhaus (eine Wegezollstation). In unmittelbarer Nähe entstand im Jahre 1848 der „Bergkeller“, ein weithin beliebtes Gasthaus mit Tanzsaal.
Lange Zeit blieb das Areal weitgehend unbebaut und wurde als grünes Erholungszentrum, vor allem von den Bewohnern des Schweizer Viertels, genutzt. Im Jahr 1899 wurde – nach langer Diskussion und auf Betreiben der Dresdner Baugesellschaft – der Bebauungsplan „Altstadt-Südwest“ für die etwa 30 m breite Nürnberger Straße und die 40 m breite Münchner Straße genehmigt. Hier entwickelte sich, rund um den Nürnberger Platz, den Münchner Platz und das Nürnberger Ei das Bayrische Viertel, ein Wohnviertel besonders für gehobene bürgerliche Schichten. Die anspruchsvoll gestalteten großbürgerlichen Wohnbauten weisen letzte Elemente des Historismus, des floralen Jugendstils sowie des linear-geometrischen Jugendstils auf. Daneben gab es zahlreiche Geschäfte, Cafés und Restaurants. Die Münchner Straße erhielt zudem eine Straßenbahntrasse, später auch die Nürnberger Straße.
Im Bayrischen Viertel lebte der gehobene bürgerliche Mittelstand, Geschäftsinhaber, Professoren der Technischen Hochschule, Diplomaten und Unternehmer. Der Künstler Otto Dix („Otto-Dix-Haus“, Bayreuther Straße 32) lebte hier genauso wie der Kunsthistoriker Fritz Löffler (Liebigstraße 29).
Nach 1900 wurde die Technische Hochschule vor allem auf dem Gebiet der Südvorstadt erweitert; dieses Neubaugelände bildet heute das Zentrum des Campus der Technischen Universität Dresden. Eines der bedeutendsten Gebäude des Campus ist der Beyer-Bau, der ein Observatorium beherbergt.
Am Münchner Platz war zunächst eine Kirche geplant, stattdessen entstand dort von 1902 bis 1907 der Neubau für das zuvor seit 1879 in der Pirnaischen Vorstadt beheimatete Königlich Sächsische Landgericht mit Gefängnis, das in der Zeit des Nationalsozialismus Folterstätte und Zentrale Hinrichtungsstätte war. Der Gebäudekomplex wurde nach 1945 der Technischen Universität zur Nutzung zugewiesen, wird seitdem Schumann-Bau genannt und beherbergt die Gedenkstätte Münchner Platz Dresden. Die bereits 1896 gestiftete Zionskirche wurde ab 1908 schließlich 800 m nordwestlich an der Nürnberger Straße errichtet.
Besonders nach 1920 dehnte sich die Wohnsiedlung zwischen Nürnberger und Münchner Straße aus, in Richtung Räcknitz mit Einzelhäusern und Gärten, in Richtung Plauen mit Reihenhäusern entlang der Nöthnitzer Straße.

### Kirchen und Friedhöfe in der Südvorstadt

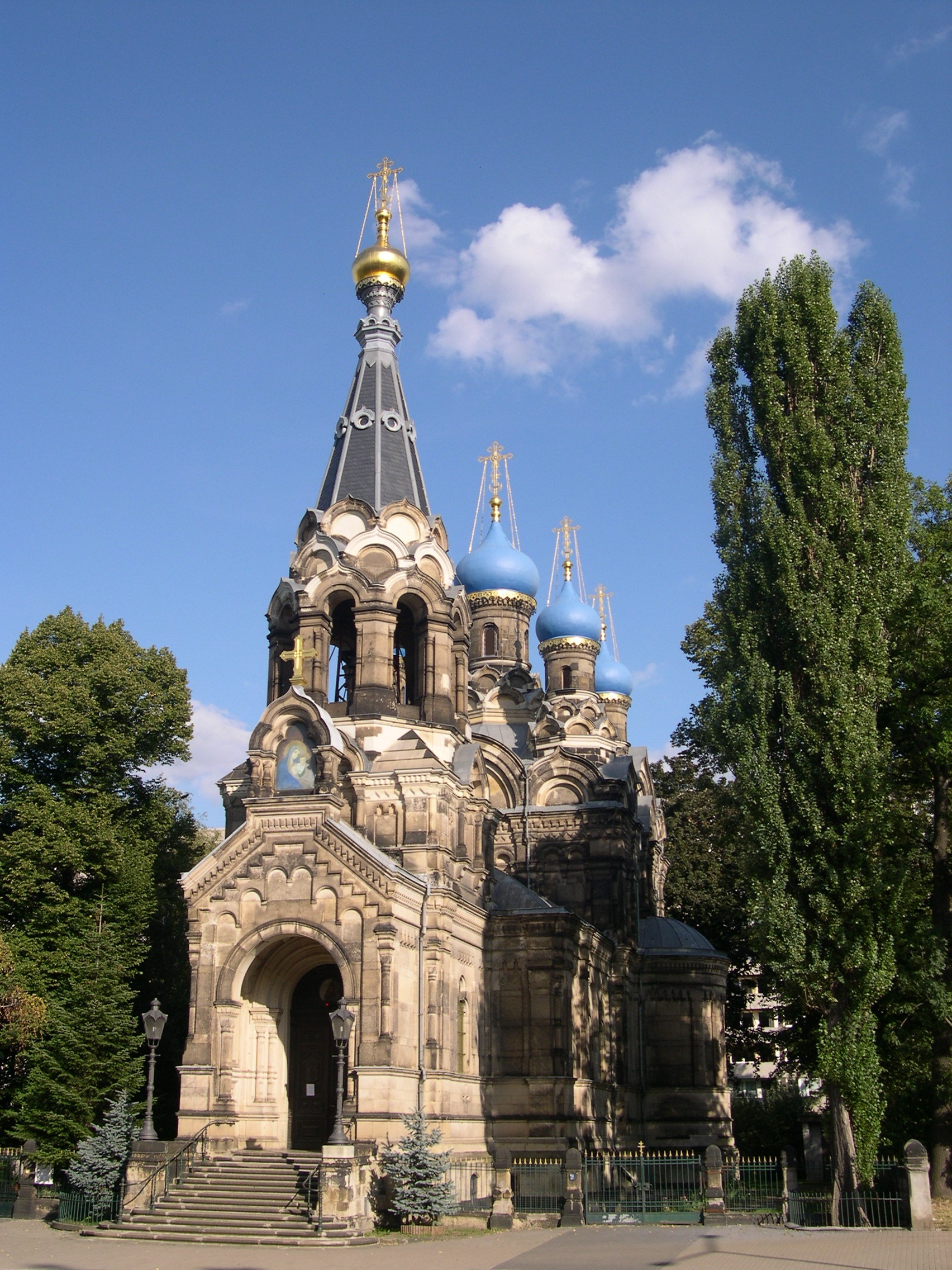
Russisch-Orthodoxe Kirche Dresden

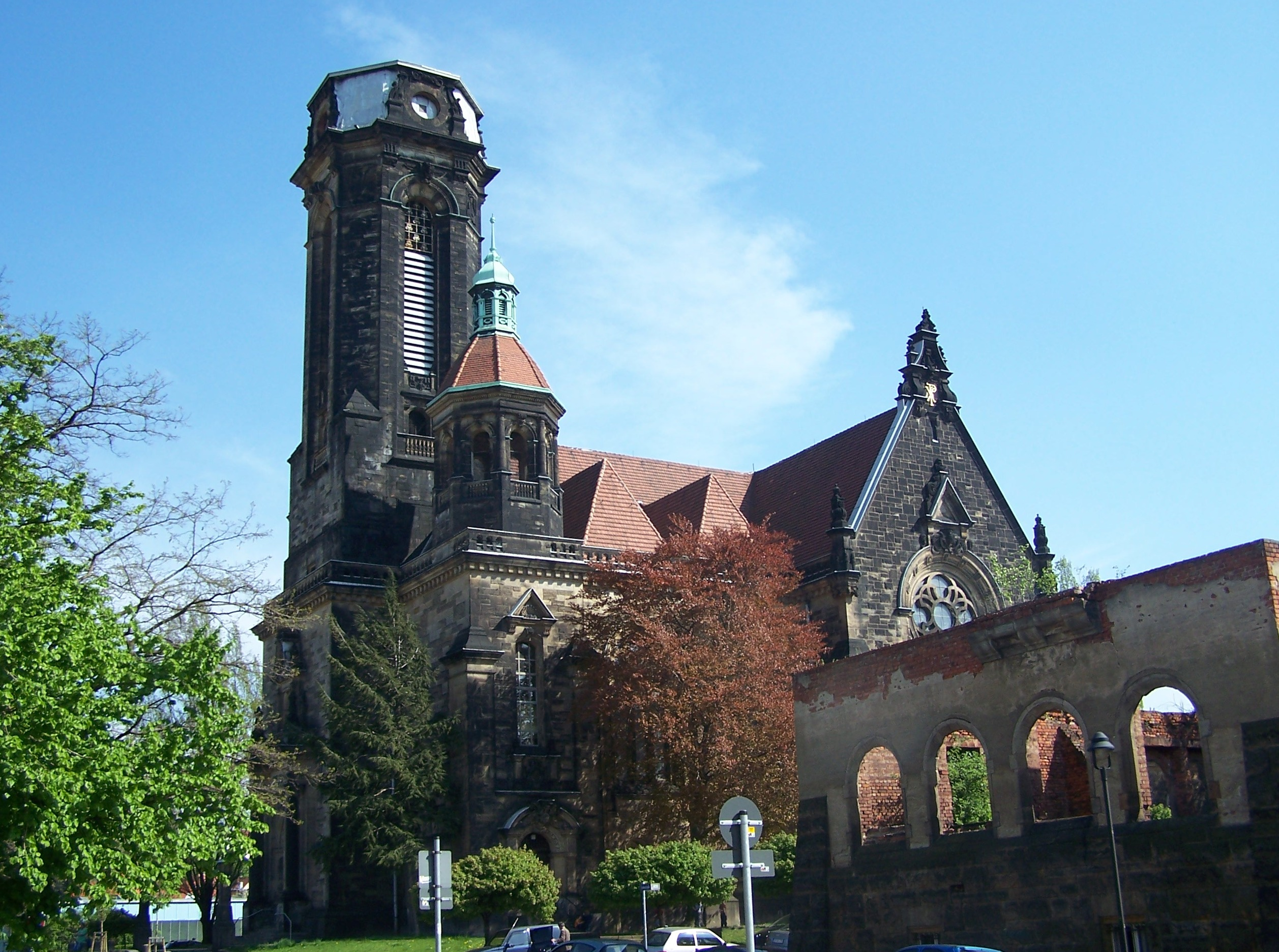
Lukaskirche

#### Russisch-Orthodoxe und Amerikanische Kirche
Zwischen 1872 und 1874 wurde die russisch-orthodoxe Kirche des Heiligen Simeon vom wunderbaren Berge an der heutigen Fritz-Löffler-Straße von Weißbach errichtet. Die Kirche gehört noch heute zum Moskauer Patriarchat. Die 1884 errichtete Amerikanische Kirche an der Bergstraße und die kurze Zeit später errichtete Englische Kirche an der Wiener Straße, die ebenfalls im Umfeld des Hauptbahnhofs entstanden, wurden bei den Bombenangriffen 1945 zerstört und nicht wieder aufgebaut.

#### Lukaskirche
Am Lukasplatz baute Georg Weidenbach zwischen 1898 und 1908 die Lukaskirche in einer Stilmischung aus Neorenaissance und Jugendstil. Die Kirche, die bis zu ihrer Zerstörung 1945 etwa 28000 Gemeindemitglieder hatte, wurde danach teilweise rekonstruiert.

#### Zionskirche
Die von Johann Hampel gestiftete und durch Schilling & Graebner erbaute Zionskirche wurde im Jahre 1912 geweiht. Die Kirche wurde während der Angriffe auf Dresden 1945 bis auf die Umrissmauern zerstört. Der Bau ist heute eine Ruine, die ein Lapidarium mit Exponaten aus der Dresdner Geschichte beherbergt. Die heutige Zionskirche, ein Geschenk der schwedischen Kirche, wurde 1982 geweiht.

#### St. Paulus
Die katholische Kirche St. Paulus befindet sich auf der Bernhardstraße an der Grenze zu Plauen. Sie ist die einzige katholische Kirche im Dresdner Süden und wird von der Katholischen Studentengemeinde mitgenutzt.

#### Alter Annenfriedhof
An der heutigen Chemnitzer Straße wurde 1848 der Alte Annenfriedhof angelegt. Der in der Wilsdruffer Vorstadt neben der Annenkirche gelegene alte Kirchfriedhof war bei der Vergrößerung der Kirche 1712–1718 deutlich verkleinert worden, der neue Annenkirchhof am Sternplatz existierte bis 1914. Am Alten Annenfriedhof an der Chemnitzer Straße befand sich die vom Künstler Robert Henze 1869 entstandene überlebensgroße Bronzeplastik der Kurfürstin Anna, die bis 1945 am Denkmalbrunnen vor der Annenkirche stand und im Mai 2011 wieder vor diese Kirche versetzt wurde.
Auf dem Friedhof ruhen mehrere bedeutende Dresdner Persönlichkeiten, so zum Beispiel der Maler Julius Schnorr von Carolsfeld (1794–1872) mit seinem Sohn, dem Tenor Ludwig, der Historienmaler Hermann Plüddemann, die Schauspieler Emil Devrient (1803–1872) und Bogumil Dawison (1818–1872), der Dresdner Oberbürgermeister Alfred Stübel (1827–1895), der Geologe Bruno Geinitz (1814–1900), einer der Erbauer der bekannten Göltzschtalbrücke, Robert Wilke (1804–1889).

### 1945 bis heute

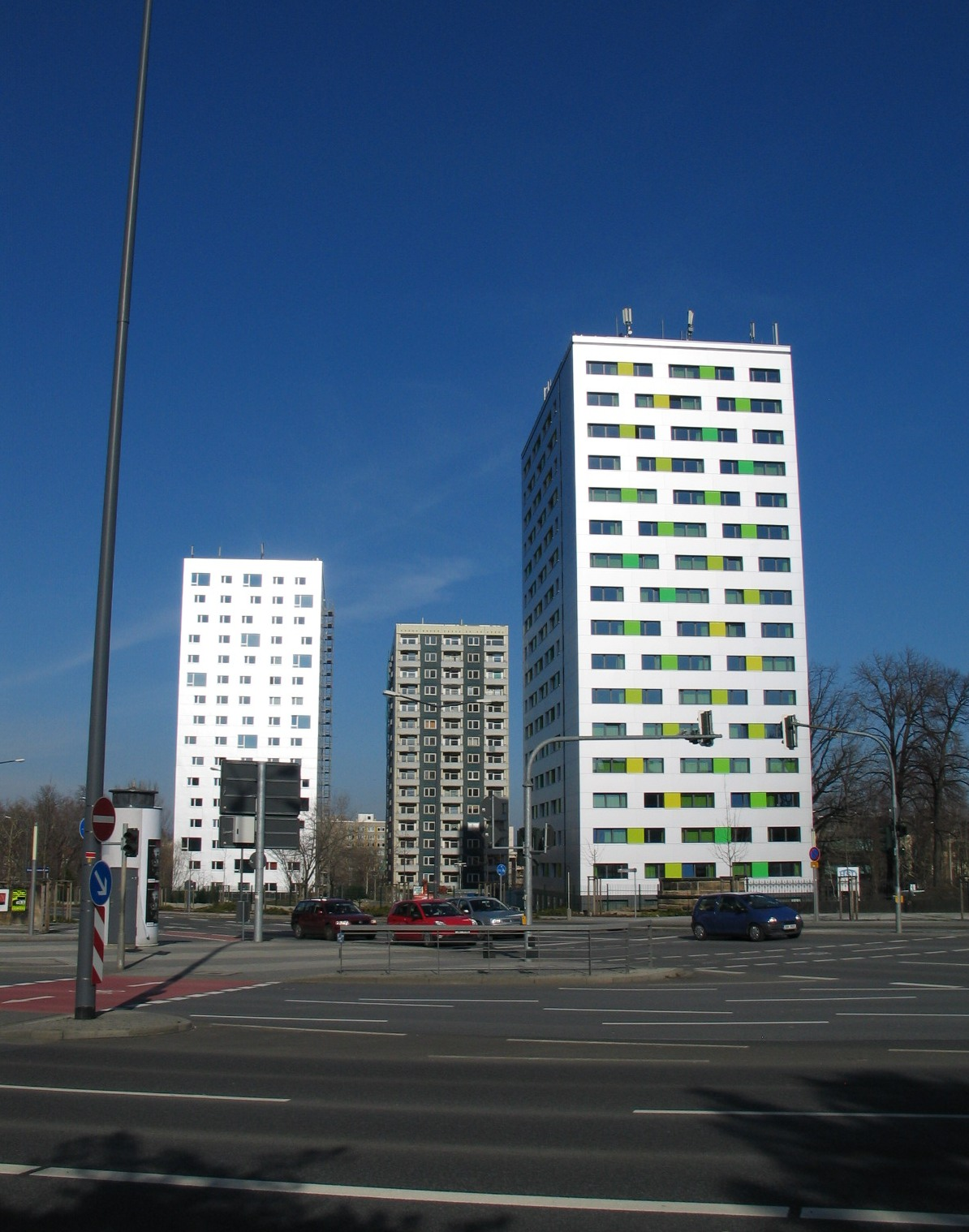
Wandel: Hochhäuser der Hochschulstraße, darunter das Gästehaus des Studentenwerks Dresden am Fritz-Foerster-Platz, Februar 2007

Während der Luftangriffe auf Dresden im Februar 1945 wurden Teile der Südvorstadt beschädigt bzw. völlig zerstört.
Die Angriffe trafen besonders das Gebiet zwischen Hauptbahnhof, Reichenbachstraße und Nürnberger Straße. Von dem geschlossenen Amerikanischen Viertel blieb fast nichts erhalten. Nach der Enttrümmerung erstreckte sich südlich des Hauptbahnhofes eine weite leere Fläche. Hier wurden später Gebäude der Verkehrshochschule sowie Verwaltungsbauten und Wohnblöcke in lockerer Bebauung errichtet. Am Strehlener Platz wurde die Ingenieurschule für Verkehrstechnik gebaut, am Ort der im Februar 1945 ausgebrannten Städtischen Jugendherberge am Strehlener Platz wurde das Interhotel Astoria errichtet. Es war der erste Dresdner Hotelneubau nach dem Krieg und wurde in den 1990er Jahren abgerissen. In den 1950er Jahren entstand in der Gutzkowstraße ein Studentenwohnheim, hier befindet sich der „Gutzkow-Club“, Dresdens ältester Studentenclub. Zwischen 1974 und 1976 wurde der Lindenauplatz mit Häusern der Uhlandstraße überbaut, in der Nähe der Lukaskirche entstand zwischen 2001 und 2004 eine Wohnsiedlung, das Lukas-Areal der Architekten Thomas Müller und Ivan Reimann.
Das Schweizer Viertel wurde während der Angriffe kaum beschädigt. Von den Hotels des ehemaligen Diplomatenviertels zeugt heute allerdings nur noch das Hotel Kipping in der Villa Winckelmannstraße 6. Der Gebäudekomplex des Grand-Union-Hotels (Bismarckstraße 2–6), das auch als „Torhaus zur Südvorstadt“ bezeichnet worden war und seit 1923 die Sächsischen Werke, den sächsischen Stromlieferanten (ASW), beherbergt hatte, war zerstört. Hier wurde 1996 das CITY-CENTER errichtet, in dem sich auch die ENSO Energie Sachsen Ost AG befindet.
Im Bayrischen Viertel, südlich der Nürnberger Straße gelegen, gab es nur stellenweise entlang der Münchner und Nürnberger Straße größere Schäden. 1953 begann auf dem zerstörten Gebiet der Südvorstadt groß angelegter Wohnungsbau, meist in traditioneller Ziegelbauweise. An der Nürnberger Straße (Architekt Albert Patitz) und am Nürnberger Ei zogen hier vor allem Arbeiter des Wismut-Bergbaus ein. Am Nürnberger Platz öffnete die Buchhandlung Technische Universität (BTU) im Jahre 1968 ihre Pforten. Zahlreiche Gebäude der TU Dresden wurden neu errichtet, so etwa der Gerhart-Potthoff-Bau (Fakultät Verkehrswissenschaften „Friedrich List“) oder das Hörsaalzentrum.

## Bauwerke

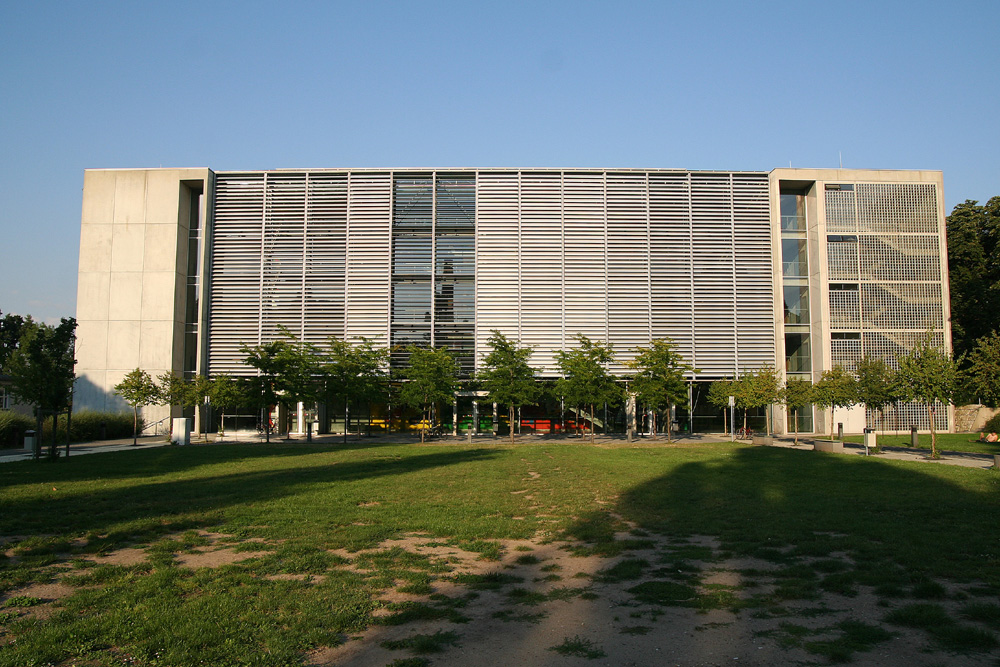
Hörsaalzentrum

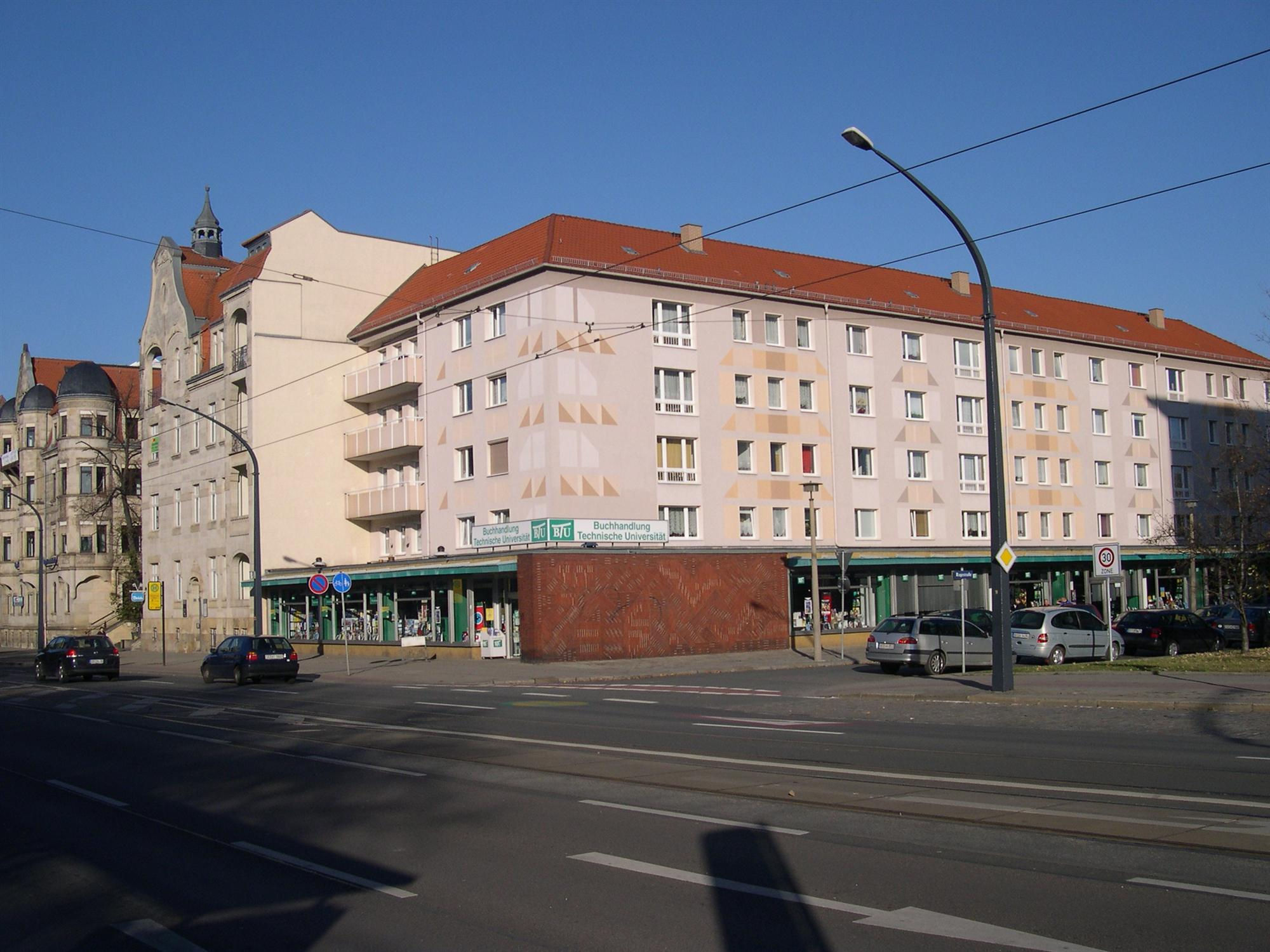
TU-Buchhandlung, dahinter Bürgerhäuser

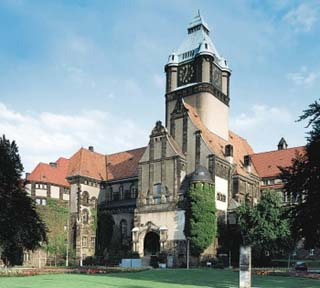
Gedenkstätte Münchner Platz Dresden

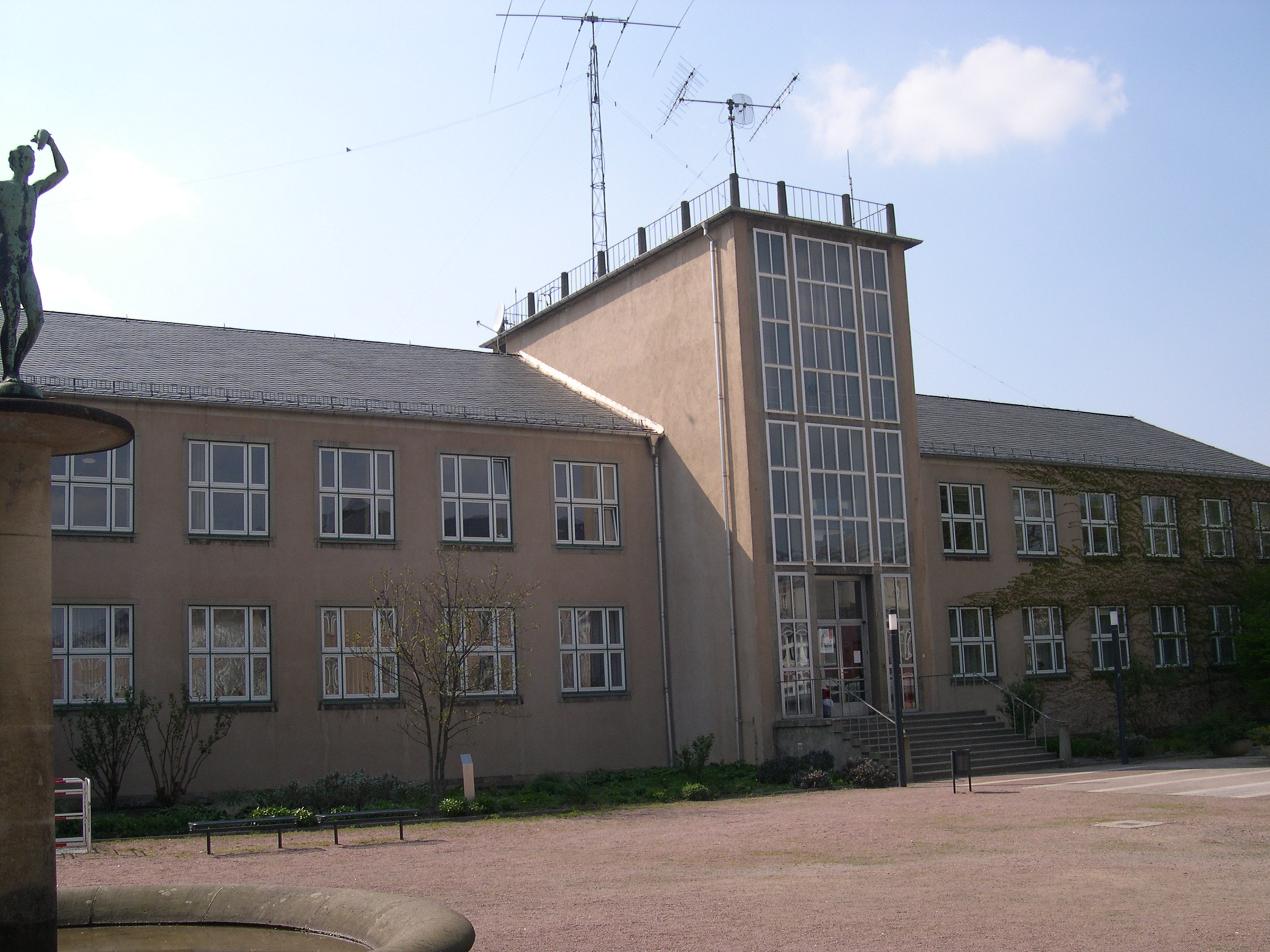
Barkhausen-Bau

Die Südvorstadt beherbergt eine Vielzahl historischer, stadtteilprägender Gebäude und Gebäudekomplexe sowie eine stadtteilprägende Infrastruktur.
Dazu zählen:

### Südvorstadt-West
- die Nossener Brücke
- das Bahnbetriebswerk Dresden-Altstadt, heute Eisenbahnmuseum Bw Dresden-Altstadt
- das Feldschlößchen-Stammhaus, Stammhaus der gleichnamigen Brauerei
- die Zionskirche Dresden
- das Nürnberger Ei, ein Stadtteilzentrum mit vielen Einkaufsmöglichkeiten
- die Buchhandlung Technische Universität (BTU)
- das Gebäude des Studentenwerks Dresden
- das CITY-CENTER (ENSO-Gebäude) am Hauptbahnhof Dresden
- der Gerhart-Potthoff-Bau, der Hauptbau der Fakultät Verkehrswissenschaften „Friedrich List“
- der Beyer-Bau, erbaut als Bauingenieur-Abteilung der TU Dresden mit einem Observatorium
- der Zeuner-Bau der TU Dresden (Fakultät Maschinenwesen der TU Dresden)
- der Tillich-Bau der TU Dresden mit dem Hannah-Arendt-Institut für Totalitarismus-Forschung
- die Gedenkstätte Münchner Platz Dresden, ein Ort der Strafjustiz, heute der Schumann-Bau der TU Dresden (Fakultät Wirtschaftswissenschaften)
- das Hörsaalzentrum der TU Dresden
- der Barkhausen-Bau der TU Dresden (Fakultät Elektrotechnik und Informationstechnik)

### Südvorstadt-Ost
- Friedrich-List-Platz und die Hochschule für Technik und Wirtschaft (HTW)
- die Russisch-Orthodoxe Kirche
- die Mensa Reichenbachstraße sowie das Gästehaus der TU Dresden (Villa Einsteinstraße 10[1])
- die Hochhäuser der Hochschulstraße am Fritz-Foerster-Platz, darunter das Internationale Gästehaus des Studentenwerks Dresden (Hochschulstraße 50[2])
- der Beutlerpark
- die Studentenwohnheime Wundtstraße
- der Weberplatz mit der Fakultät Erziehungswissenschaften der TU Dresden
- der Andreas-Schubert-Bau der TU Dresden
- die Lukaskirche und das Lukasareal

Alle Kulturdenkmale der Südvorstadt sind in der Liste der Kulturdenkmale in der Südvorstadt (Dresden) enthalten.